# Vandopsis gigantea
Vandopsis gigantea (Lindl.) Pfitzer, 1889 è una pianta della famiglia delle Orchidacee originaria dell'Asia Sud-Orientale.

## Descrizione
È un'orchidea di grandi dimensioni (da cui l'epiteto che significa "gigante") che cresce sugli alberi della foresta tropicale (epifita) oppure su rocce ricoperte di muschio (litofita). Presenta un fusto lungo e ricoperto di foglie coriacee, a forma di cinghia, asimmetricamente bilobate all'apice, di colore verde chiaro, spesso con macchie tendenti al rosso. La fioritura avviene in primavera - estate su un'infiorescenza ascellare eretta, lunga mediamente 40 centimetri, racemosa, portante mediamente una decina di fiori. Questi sono grandi in media 7 centimetri, di consistenza molto spessa, di lunga durata, leggermente profumati, con petali e sepali gialli con macchie rosso porpora e labello piccolo, in proporzione, bianco con sfumature gialle e viola.

## Distribuzione e habitat
La specie è diffusa in Cina meridionale (Yunnan, Guangxi), Bangladesh, Myanmar, Malaysia, Thailandia, Laos e Vietnam.
Cresce epifita sugli alberi della foresta sempreverde o semidecidua, oppure litofita,  da 300 a 1100 metri di altitudine.

## Sinonimi
Vanda gigantea  Lindl., 1833

Fieldia gigantea (Lindl.) Rchb.f., 1862

Stauropsis gigantea (Lindl.) Benth. ex Pfitzer, 1881

Vanda lindleyana Griff. ex Lindl. & Paxton, 1851

Stauropsis chinensis Rolfe, 1907

Vandopsis chinensis (Rolfe) Schltr., 1911

## Coltivazione
Questa pianta richiede temperature alte ed esposizione in pieno sole. Innaffiature frequenti, specie nella stagione della fioritura.